# Élections municipales de 2026 dans les Hautes-Pyrénées
Pour un article plus général, voir Élections municipales françaises de 2026.
Les élections municipales dans les Hautes-Pyrénées sont prévues en mars 2026. Cette page ne traite que les communes de 1 500 habitants et plus dans les Hautes-Pyrénées.

## Résultats à l'échelle du département

### Maires sortants et maires élus
| Commune              | Population (en 2022) | Maire sortant(e)       | Parti | Parti | Maire élu(e) | Parti | Parti |
| -------------------- | -------------------- | ---------------------- | ----- | ----- | ------------ | ----- | ----- |
| Argelès-Gazost       | 2 805                | Gaëlle Vallin          |       | DVC   |              |       |       |
| Aureilhan            | 8 033                | Emmanuel Alonso        |       | PS    |              |       |       |
| Bagnères-de-Bigorre  | 7 060                | Claude Cazabat         |       | SE    |              |       |       |
| Barbazan-Debat       | 3 495                | Jean-Christian Pédeboy |       | PRG   |              |       |       |
| Bazet                | 1 877                | Jean Buron             |       | PCF   |              |       |       |
| Bordères-sur-l'Échez | 5 394                | Jérôme Crampe          |       | PRG   |              |       |       |
| Ibos                 | 2 921                | Gisèle Vincent         |       | PS    |              |       |       |
| Juillan              | 4 019                | Fabrice Sayous         |       | SE    |              |       |       |
| Laloubère            | 1 858                | Patrick Vignes         |       | LR    |              |       |       |
| Lannemezan           | 5 810                | Bernard Plano          |       | PS    |              |       |       |
| Lourdes              | 13 266               | Thierry Lavit          |       | DVG   |              |       |       |
| Maubourguet          | 2 232                | Sylvie Dubertrand      |       | DVG   |              |       |       |
| Odos                 | 3 291                | Isabelle Loubradou     |       | SE    |              |       |       |
| Orleix               | 1 929                | Guillaume Rossic       |       | SE    |              |       |       |
| Ossun                | 2 352                | Francis Bordenave      |       | DVG   |              |       |       |
| Séméac               | 5 202                | Philippe Baubay        |       | PS    |              |       |       |
| Soues                | 3 000                | Danièle Coronado       |       | PCF   |              |       |       |
| Tarbes               | 44 529               | Gérard Trémège         |       | LR    |              |       |       |
| Vic-en-Bigorre       | 4 830                | Clément Menet          |       | HOR   |              |       |       |

### Résultats en nombre de maires
| Partis       | Partis                    | Maires sortants | Maires élus | Évolution |
| ------------ | ------------------------- | --------------- | ----------- | --------- |
|              | Parti socialiste          | 4               |             |           |
|              | Divers gauche             | 3               |             |           |
|              | Parti communiste français | 2               |             |           |
|              | Parti radical de gauche   | 2               |             |           |
| Total gauche | Total gauche              | 11              |             |           |
|              | Divers centre             | 1               |             |           |
|              | Horizons                  | 1               |             |           |
| Total centre | Total centre              | 2               |             |           |
|              | Les Républicains          | 2               |             |           |
| Total droite | Total droite              | 2               |             |           |
|              | Sans étiquette            | 4               |             |           |
| Total        | Total                     | 19              | 19          | -         |

## Résultats dans les communes de plus de 1 500 habitants

### Argelès-Gazost
- Maire sortante : Gaëlle Vallin (DVC)
- 23 sièges à pourvoir au conseil municipal (population légale 2022 : 2 805 habitants)
- 10 sièges à pourvoir au conseil communautaire (CC Pyrénées Vallées des Gaves)

| Tête de liste | Tête de liste | Parti(s) | Nuance | Premier tour | Premier tour | Second tour | Second tour | Sièges | Sièges |
| Tête de liste | Tête de liste | Parti(s) | Nuance | Voix         | %            | Voix        | %           | CM     | CC     |
| ------------- | ------------- | -------- | ------ | ------------ | ------------ | ----------- | ----------- | ------ | ------ |

### Aureilhan
- Maire sortant : Emmanuel Alonso (PS)
- 29 sièges à pourvoir au conseil municipal (population légale 2022 : 8 033 habitants)
- 5 sièges à pourvoir au conseil communautaire (CA Tarbes-Lourdes-Pyrénées)

| Tête de liste | Tête de liste | Parti(s) | Nuance | Premier tour | Premier tour | Second tour | Second tour | Sièges | Sièges |
| Tête de liste | Tête de liste | Parti(s) | Nuance | Voix         | %            | Voix        | %           | CM     | CC     |
| ------------- | ------------- | -------- | ------ | ------------ | ------------ | ----------- | ----------- | ------ | ------ |

### Bagnères-de-Bigorre
- Maire sortant : Claude Cazabat (SE)
- 29 sièges à pourvoir au conseil municipal (population légale 2022 : 7 060 habitants)
- 17 sièges à pourvoir au conseil communautaire (CC de la Hautes-Bigorre)

| Tête de liste | Tête de liste | Parti(s) | Nuance | Premier tour | Premier tour | Second tour | Second tour | Sièges | Sièges |
| Tête de liste | Tête de liste | Parti(s) | Nuance | Voix         | %            | Voix        | %           | CM     | CC     |
| ------------- | ------------- | -------- | ------ | ------------ | ------------ | ----------- | ----------- | ------ | ------ |

### Barbazan-Debat
- Maire sortant : Jean-Christian Pédeboy (PRG)
- 23 sièges à pourvoir au conseil municipal (population légale 2022 : 3 495 habitants)
- 2 sièges à pourvoir au conseil communautaire (CA Tarbes-Lourdes-Pyrénées)

| Tête de liste | Tête de liste | Parti(s) | Nuance | Premier tour | Premier tour | Second tour | Second tour | Sièges | Sièges |
| Tête de liste | Tête de liste | Parti(s) | Nuance | Voix         | %            | Voix        | %           | CM     | CC     |
| ------------- | ------------- | -------- | ------ | ------------ | ------------ | ----------- | ----------- | ------ | ------ |

### Bazet
- Maire sortant : Jean Buron (PCF)
- 19 sièges à pourvoir au conseil municipal (population légale 2022 : 1 877 habitants)
- 1 siège à pourvoir au conseil communautaire (CA Tarbes-Lourdes-Pyrénées)

| Tête de liste | Tête de liste | Parti(s) | Nuance | Premier tour | Premier tour | Second tour | Second tour | Sièges | Sièges |
| Tête de liste | Tête de liste | Parti(s) | Nuance | Voix         | %            | Voix        | %           | CM     | CC     |
| ------------- | ------------- | -------- | ------ | ------------ | ------------ | ----------- | ----------- | ------ | ------ |

### Bordères-sur-l'Échez
- Maire sortant : Jérôme Crampe (PRG)
- 29 sièges à pourvoir au conseil municipal (population légale 2022 : 5 394 habitants)
- 3 sièges à pourvoir au conseil communautaire (CA Tarbes-Lourdes-Pyrénées)

| Tête de liste | Tête de liste | Parti(s) | Nuance | Premier tour | Premier tour | Second tour | Second tour | Sièges | Sièges |
| Tête de liste | Tête de liste | Parti(s) | Nuance | Voix         | %            | Voix        | %           | CM     | CC     |
| ------------- | ------------- | -------- | ------ | ------------ | ------------ | ----------- | ----------- | ------ | ------ |

### Ibos
- Maire sortante : Gisèle Vincent (PS)
- 23 sièges à pourvoir au conseil municipal (population légale 2022 : 2 921 habitants)
- 2 sièges à pourvoir au conseil communautaire (CA Tarbes-Lourdes-Pyrénées)

| Tête de liste | Tête de liste | Parti(s) | Nuance | Premier tour | Premier tour | Second tour | Second tour | Sièges | Sièges |
| Tête de liste | Tête de liste | Parti(s) | Nuance | Voix         | %            | Voix        | %           | CM     | CC     |
| ------------- | ------------- | -------- | ------ | ------------ | ------------ | ----------- | ----------- | ------ | ------ |

### Juillan
- Maire sortant : Fabrice Sayous (SE)
- 27 sièges à pourvoir au conseil municipal (population légale 2022 : 4 019 habitants)
- 2 sièges à pourvoir au conseil communautaire (CA Tarbes-Lourdes-Pyrénées)

| Tête de liste | Tête de liste | Parti(s) | Nuance | Premier tour | Premier tour | Second tour | Second tour | Sièges | Sièges |
| Tête de liste | Tête de liste | Parti(s) | Nuance | Voix         | %            | Voix        | %           | CM     | CC     |
| ------------- | ------------- | -------- | ------ | ------------ | ------------ | ----------- | ----------- | ------ | ------ |

### Laloubère
- Maire sortant : Patrick Vignes (LR)
- 19 sièges à pourvoir au conseil municipal (population légale 2022 : 1 858 habitants)
- 1 siège à pourvoir au conseil communautaire (CA Tarbes-Lourdes-Pyrénées)

| Tête de liste | Tête de liste | Parti(s) | Nuance | Premier tour | Premier tour | Second tour | Second tour | Sièges | Sièges |
| Tête de liste | Tête de liste | Parti(s) | Nuance | Voix         | %            | Voix        | %           | CM     | CC     |
| ------------- | ------------- | -------- | ------ | ------------ | ------------ | ----------- | ----------- | ------ | ------ |

### Lannemezan
- Maire sortant : Bernard Plano (PS)
- 29 sièges à pourvoir au conseil municipal (population légale 2022 : 5 810 habitants)
- 19 sièges à pourvoir au conseil communautaire (CC du Plateau de Lannemezan)

| Tête de liste | Tête de liste | Parti(s) | Nuance | Premier tour | Premier tour | Second tour | Second tour | Sièges | Sièges |
| Tête de liste | Tête de liste | Parti(s) | Nuance | Voix         | %            | Voix        | %           | CM     | CC     |
| ------------- | ------------- | -------- | ------ | ------------ | ------------ | ----------- | ----------- | ------ | ------ |

### Lourdes
- Maire sortant : Thierry Lavit (DVG)
- 33 sièges à pourvoir au conseil municipal (population légale 2022 : 13 266 habitants)
- 9 sièges à pourvoir au conseil communautaire (CA Tarbes-Lourdes-Pyrénées)

| Tête de liste | Tête de liste | Parti(s) | Nuance | Premier tour | Premier tour | Second tour | Second tour | Sièges | Sièges |
| Tête de liste | Tête de liste | Parti(s) | Nuance | Voix         | %            | Voix        | %           | CM     | CC     |
| ------------- | ------------- | -------- | ------ | ------------ | ------------ | ----------- | ----------- | ------ | ------ |

### Maubourguet
- Maire sortante : Sylvie Dubertrand (DVG)
- 19 sièges à pourvoir au conseil municipal (population légale 2022 : 2 232 habitants)
- 7 sièges à pourvoir au conseil communautaire (CC Adour Madiran)

| Tête de liste | Tête de liste | Parti(s) | Nuance | Premier tour | Premier tour | Second tour | Second tour | Sièges | Sièges |
| Tête de liste | Tête de liste | Parti(s) | Nuance | Voix         | %            | Voix        | %           | CM     | CC     |
| ------------- | ------------- | -------- | ------ | ------------ | ------------ | ----------- | ----------- | ------ | ------ |

### Odos
- Maire sortante : Isabelle Loubradou (SE)
- 23 sièges à pourvoir au conseil municipal (population légale 2022 : 3 291 habitants)
- 2 sièges à pourvoir au conseil communautaire (CA Tarbes-Lourdes-Pyrénées)

| Tête de liste | Tête de liste | Parti(s) | Nuance | Premier tour | Premier tour | Second tour | Second tour | Sièges | Sièges |
| Tête de liste | Tête de liste | Parti(s) | Nuance | Voix         | %            | Voix        | %           | CM     | CC     |
| ------------- | ------------- | -------- | ------ | ------------ | ------------ | ----------- | ----------- | ------ | ------ |

### Orleix
- Maire sortant : Guillaume Rossic (SE)
- 19 sièges à pourvoir au conseil municipal (population légale 2022 : 1 929 habitants)
- 1 siège à pourvoir au conseil communautaire (CA Tarbes-Lourdes-Pyrénées)

| Tête de liste | Tête de liste | Parti(s) | Nuance | Premier tour | Premier tour | Second tour | Second tour | Sièges | Sièges |
| Tête de liste | Tête de liste | Parti(s) | Nuance | Voix         | %            | Voix        | %           | CM     | CC     |
| ------------- | ------------- | -------- | ------ | ------------ | ------------ | ----------- | ----------- | ------ | ------ |

### Ossun
- Maire sortant : Francis Bordenave (DVG)
- 19 sièges à pourvoir au conseil municipal (population légale 2022 : 2 352 habitants)
- 1 siège à pourvoir au conseil communautaire (CA Tarbes-Lourdes-Pyrénées)

| Tête de liste | Tête de liste | Parti(s) | Nuance | Premier tour | Premier tour | Second tour | Second tour | Sièges | Sièges |
| Tête de liste | Tête de liste | Parti(s) | Nuance | Voix         | %            | Voix        | %           | CM     | CC     |
| ------------- | ------------- | -------- | ------ | ------------ | ------------ | ----------- | ----------- | ------ | ------ |

### Séméac
- Maire sortant : Philippe Baubay (PS)
- 29 sièges à pourvoir au conseil municipal (population légale 2022 : 5 202 habitants)
- 3 sièges à pourvoir au conseil communautaire (CA Tarbes-Lourdes-Pyrénées)

| Tête de liste | Tête de liste | Parti(s) | Nuance | Premier tour | Premier tour | Second tour | Second tour | Sièges | Sièges |
| Tête de liste | Tête de liste | Parti(s) | Nuance | Voix         | %            | Voix        | %           | CM     | CC     |
| ------------- | ------------- | -------- | ------ | ------------ | ------------ | ----------- | ----------- | ------ | ------ |

### Soues
- Maire sortante : Danièle Coronado (PCF)
- 23 sièges à pourvoir au conseil municipal (population légale 2022 : 3 000 habitants)
- 2 sièges à pourvoir au conseil communautaire (CA Tarbes-Lourdes-Pyrénées)

| Tête de liste | Tête de liste | Parti(s) | Nuance | Premier tour | Premier tour | Second tour | Second tour | Sièges | Sièges |
| Tête de liste | Tête de liste | Parti(s) | Nuance | Voix         | %            | Voix        | %           | CM     | CC     |
| ------------- | ------------- | -------- | ------ | ------------ | ------------ | ----------- | ----------- | ------ | ------ |

### Tarbes
- Maire sortant : Gérard Trémège (LR)
- 43 sièges à pourvoir au conseil municipal (population légale 2022 : 44 529 habitants)
- 27 sièges à pourvoir au conseil communautaire (CA Tarbes-Lourdes-Pyrénées)

| Tête de liste | Tête de liste | Parti(s) | Nuance | Premier tour | Premier tour | Second tour | Second tour | Sièges | Sièges |
| Tête de liste | Tête de liste | Parti(s) | Nuance | Voix         | %            | Voix        | %           | CM     | CC     |
| ------------- | ------------- | -------- | ------ | ------------ | ------------ | ----------- | ----------- | ------ | ------ |

### Vic-en-Bigorre
- Maire sortant : Clément Menet (HOR)
- 27 sièges à pourvoir au conseil municipal (population légale 2022 : 4 830 habitants)
- 15 sièges à pourvoir au conseil communautaire (CC Adour Madiran)

| Tête de liste | Tête de liste | Parti(s) | Nuance | Premier tour | Premier tour | Second tour | Second tour | Sièges | Sièges |
| Tête de liste | Tête de liste | Parti(s) | Nuance | Voix         | %            | Voix        | %           | CM     | CC     |
| ------------- | ------------- | -------- | ------ | ------------ | ------------ | ----------- | ----------- | ------ | ------ |